# Vergulde Draeck
Die Vergulde Draeck (Vergoldeter Drache) war eine rund 42 Meter lange Jagt der Niederländischen Ostindien-Kompanie unter dem Kommando von Pieter Albertzoon. Sie lief am 4. Oktober 1655 von Texel zu einer Reise nach Batavia, dem heutigen Jakarta, aus. Das Schiff hatte eine Ladung  aus acht Truhen mit Silbermünzen im Wert von 78.600 Gulden und weiteren Handelsgütern im Wert von 106.400 Gulden an Bord. Die Besatzung bestand aus 193 Personen.
Koordinaten: 31° 14′ S, 115° 22′ O

## Reise nach Batavia
Nachdem das Kap der Guten Hoffnung passiert war, nutzte der Kapitän den Passatwind und segelte in Richtung Ostindien. Wegen einer falschen Kursberechnung lief die Vergulde Draeck am 28. April 1656 bei Ledge Point auf ein Riff vor der Küste Westaustraliens. Das Schiff zerbrach und die Rettungsboote wurden ausgesetzt. Ein Boot wurde nach Batavia geschickt, um Rettung zu holen. Dort kamen die Seeleute am 7. Juni 1656 an und berichteten, dass nur 75 Personen das Unglück überlebt hätten. Daraufhin wurden mehrere Schiffe entsandt, um die Schiffbrüchigen zu retten, aber es wurde niemand gefunden.

## Suchexpeditionen
Am 7. Juni 1656 brachen die Goede Hoop und die Witte Valck zu einer Suchexpedition von Batavia nach Australien auf. Starke Stürme behinderten die Suchaktion nach Überlebenden der Vergulde Draeck, es wurden keine Überlebenden gefunden. Am 23. April 1657 bekam die Vinck, die zu der Zeit am Kap der Guten Hoffnung weilte, die Order an der australischen Küste nach Überlebenden zu suchen, auch diese Suche war erfolglos. Im folgenden Jahr wurden die Schiffe  Waeckende Boey, Emmenhorn und Emeloordt zur nächsten Expedition beordert. Auch diese Reisen, die bis 1659 andauerten, blieben erfolglos.

## Entdeckung und Erforschung
Als der Ort der Havarie 1963 entdeckt wurde, war das Wrack bereits geplündert und beschädigt. Die ursprünglichen Finder des Wracks wandten sich an die  Westaustralische Regierung, worauf 1971 die Abteilung für Unterwasserarchäologie des zuständigen Museums beauftragt wurde, die Fundstellen zu sichern und zu untersuchen. 1972 erfolgten erste Bergungen von Artefakten. Es wurden Bartkannen, Tabakpfeifen, Bronze- und Messinggerätschaften, Glasflaschen und rund 8000 Ziegel, die wohl als Ballast dienten, geborgen. Außerdem wurden noch 8500 spanische Silbermünzen gefunden. 1981 und 1982 erfolgten weitere Ausgrabungen, wobei die  19-tägige Grabungszeit 1982 dank guter Wetterbedingungen sehr erfolgreich war. Herausragende Fundstücke waren eine ostasiatische Pfeife, mehrere Bartkannen sowie ein Astrolabium.